# Kościół Miłosierdzia Bożego w Bobowicku
Kościół pw. Miłosierdzia Bożego w Bobowicku – katolicki kościół parafialny, zlokalizowany w Bobowicku, w województwie lubuskim, w powiecie międzyrzeckim, w gminie Międzyrzecz. Funkcjonuje przy nim parafia Miłosierdzia Bożego.

## Historia

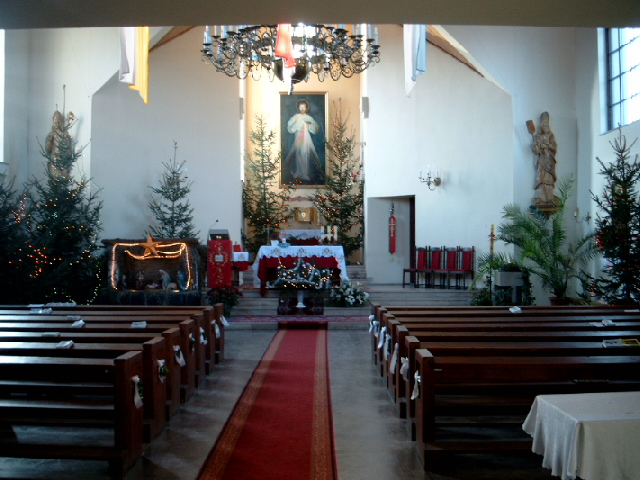
Wnętrze

Wieś należała w przeszłości do parafii św. Jana Chrzciciela w Międzyrzeczu. W 1983 ksiądz infułat Henryk Guzowski, proboszcz parafii w Międzyrzeczu, wystąpił o przekazanie działki na budowę nowej świątyni w Bobowicku. 
19 marca 1985 rozpoczęto prace budowlane, a 14 kwietnia tego roku biskup Wilhelm Pluta poświęcił plac budowy. 24 czerwca 1987 erygowano nową parafię (biskup Józef Michalik).
8 października 1989 biskup Michalik konsekrował wybudowaną świątynię, która otrzymała relikwie św. Faustyny Kowalskiej. Projektantem obiektu był Marek Mierzejewski.

## Wyposażenie
W nawie głównej umieszczony jest obraz Jezusa Miłosiernego namalowany przez prof. Koka. Poświęcenia tego dzieła dokonał pierwszy proboszcz, ks. kanonik Włodzimierz Lange 18 kwietnia 1993. Nawę ozdabiają też płaskorzeźby przedstawiające patronów Polski: św. Stanisława i św. Wojciecha. W 2002 ufundowano obraz Matki Bożej Częstochowskiej. W kościele umieszczono ponadto pamiątkową miniaturę relikwii Świętych Pięciu Braci Męczenników.